# David Nicolle
David Nicolle (nacido el 4 de abril de 1944) es un historiador británico especializado en la historia militar de la Edad Media, con un interés particular en el Oriente Medio.
Nicolle ha trabajado para la BBC y actualmente vive en el Reino Unido.
Nicolle fue parte del consejo editorial de la Revista de Historia Medieval.

## Selección de trabajos
- (1990) Attila and the nomad hordes: warfare on the Eurasian steppes 4th-12th centuries, Osprey Publishing, ISBN 0850459966
- (1991) French Medieval Armies 1000-1300. London: Osprey Publishing, ISBN 1-85532-127-0
- (1992) Arthur and the Anglo-Saxon Wars: Anglo-Celtic Warfare, A.D.410-1066, Osprey Publishing, ISBN 0850455480
- (1993) Armies of the Muslim Conquest Osprey Publishing, ISBN 185532279X
- (1995) Medieval Warfare Source Book: Warfare in Western Christendom, Brockhampton Press, ISBN 1860198899
- (1996) Medieval Warfare Source Book: Christian Europe and its Neighbours, Brockhampton Press, ISBN 1860198619
- (1997) The History of Medieval Life, Hamlyn
- (1998) Crusader Warfare: Muslims, Mongols and the Struggle Against the Crusades, Osprey Publishing, ISBN 1855326973
- (1999) Arms and Armour of the Crusading Era, 1050-1350: Western Europe and the Crusader States, Greenhill Books, ISBN 1853673471
- (2000) Crecy, 1346: Triumph of the Black Prince, Osprey Publishing, ISBN 1855329662
- (2000) French Armies of the Hundred Years War. London: Osprey Publishing, ISBN 1-85532-710-4
- (2002) Warriors and Their Weapons Around the Time of the Crusades: Relationships Between Byzantium, the West and the Islamic World, Ashgate, ISBN 0860788989
- (2004) Poitiers 1356: The Capture of a King, Osprey Publishing, ISBN 1841765163
- (2005) Crecy 1346: Triumph of the Longbow, Greenwood Press, ISBN 0275988430
- (2007) Crusader Castles in Cyprus, Greece and the Aegean 1191-1571, Osprey Publishing, 1841769762
- (2007) Fighting for the Faith: Crusade and Jihad 1000-1500 AD, Pen & Sword Military, ISBN 1844156141

### Colaboraciones
- (2005) with Christopher Gravett: Battles of the Middle Ages, Greenwood Press, ISBN 0275988376
- (2007) with J. Haldon and Stephen Turnbull: Fall of Constantinople: The Ottoman Conquest of Byzantium, Osprey Publishing, ISBN 1846032008